# Аумада, Оскар
Оскар Адриа́н Аума́да (исп. Oscar Adrián Ahumada; род. 31 августа 1982, Сарате, Буэнос-Айрес) — аргентинский футболист, полузащитник.

## Биография
Дебютировал в «Ривер Плейт» 24 ноября 2002 года в матче против «Олимпо». В 2004 году перешёл в немецкий «Вольфсбург». Однако в январе 2005 года вернулся в «Ривер Плейт». После пяти лет выступлений за аргентинский клуб перешёл в «Веракрус». 30 августа 2011 года заключил контракт на 2,5 года с ФК «Ростов».
Выступал за молодёжную сборную Аргентины (до 20). В составе сборной выиграл молодёжный чемпионат мира 2001 года.

## Достижения
- Победитель молодёжного чемпионата мира 2001
- Чемпион Аргентины (3): 2003, 2004, 2008